# Megan Barker
Megan Elizabeth Barker (Cardiff, 15 agosto 1997) è una pistard e ciclista su strada britannica che corre per il team Tekkerz CC.
È la sorella minore della ciclista Elinor Barker.

## Palmarès

### Pista
- 2014

Campionati europei, Inseguimento a squadre Junior (con Manon Lloyd, Emily Nelson e Grace Garner)
- 2018

Dublin International, Scratch
Dublin International, Omnium
- 2019

Giochi europei, Americana (con Jessica Roberts)
- 2023

Coppa delle Nazioni 2023 Inseguimento a squadre (Milton con Katie Archibald, Neah Evans, Jessica Roberts e Josie Knight)
Campionati del mondo, Inseguimento a squadre (con Katie Archibald, Elinor Barker, Anna Morris e Josie Knight)
- 2024

Coppa delle Nazioni 2024 Inseguimento a squadre (Milton con Katie Archibald, Anna Morris, Jessica Roberts e Josie Knight)
Campionati del mondo, Inseguimento a squadre (con Katie Archibald, Anna Morris, Jessica Roberts e Josie Knight)

### Strada

#### Altri successi
- 2023

Campionati britannici, Criterium

## Piazzamenti

### Competizioni mondiali
- Campionati del mondo su pista

Roubaix 2021 - Inseguimento a squadre: 3ª
Roubaix 2021 - Inseguimento individuale: 9ª
St. Quentin-en.-Yv. 2022 - Inseguimento a squadre: 2ª
Glasgow 2023 - Inseguimento a squadre: vincitrice
Ballerup 2024 - Inseguimento a squadre: vincitrice
Ballerup 2024 - Inseguimento individuale: 6ª
- Campionati del mondo su strada

Ponferrada 2014 - In linea Junior: 51ª

### Competizioni europee
- Campionati europei su pista

Anadia 2014 - Inseg. a squadre Junior: vincitrice
Anadia 2014 - Scratch Junior: 17ª
Atene 2015 - Inseguimento a squadre Junior: 5ª
Atene 2015 - Corsa a punti Junior: 9ª
Montichiari 2016 - Inseg. individuale Under-23: 17ª
Anadia 2017 - Inseguimento individuale Under-23: 8ª
Anadia 2017 - Velocità a squadre Under-23: 6ª
Anadia 2017 - Inseguimento a squadre Under-23: 4ª
Aigle 2018 - Inseguimento individuale Under-23: 8ª
Aigle 2018 - Inseguimento a squadre Under-23: 2ª
Aigle 2018 - Omnium Under-23: 3ª
Aigle 2018 - Americana Under-23: 2ª
Grenchen 2021 - Inseguimento a squadre: 4ª
Grenchen 2021 - Inseguimento individuale: 9ª
Apeldoorn 2024 - Inseguimento a squadre: 2ª
- Giochi europei

Minsk 2019 - Inseguimento a squadre: 2ª
Minsk 2019 - Americana: vincitrice